# حوزه انتخابیه پنجم مریلند
حوزه انتخابیه پنجم مریلند یک حوزه انتخابیه مجلس نمایندگان آمریکا است که در ایالت مریلند قرار دارد.